# Mog (palatino)
Mog, anche riportato dalle fonti nelle versioni Moch, Magh o Mok (... – dopo il 1210), è stato un nobile ungherese vissuto a cavallo tra il XII e il XIII secolo che ricoprì la carica di palatino d'Ungheria per tre volte.

## Biografia

### Origini e discendenza
Di origini e discendenza incerte, gli storici Mór Wertner e Pál Engel hanno ritenuto fosse legato alla stirpe degli Hont-Pázmány e che fosse figlio di Jakó Hont-Pázmány del ramo di Födémes, mentre Attila Zsoldos ha affermato che è Mog corrispondesse al personaggio storico omonimo degli Csanád e il cui figlio Michele è menzionato in uno statuto del 1237. Si pensa fosse di origine pecenega e che il suo nome derivasse dall'arabo Madjûs. Mog ebbe un figlio dalla sua prima consorte, il cui nome risulta ignoto.
Qualche tempo prima dell'estate del 1206, Mog chiese a papa Innocenzo III di annullare il suo secondo matrimonio con una nobildonna ignota, sostenendo che prima del matrimonio non sapeva sua moglie fosse imparentata con lui. Il papa ordinò a Giovanni, arcivescovo di Strigonio e a Katapán, vescovo di Eger, di indagare sul caso e poi di effettuare l'annullamento nel giugno del 1206.

### Palatino
Fedele sostenitore di Béla III d'Ungheria, Mog svolse la funzione di giudice reale (in latino curialis comes) tra il 1185 e il 1186. Nominato ispán della comitato di Nitra nel 1188, divenne palatino all'inizio del regno di Béla III, sicuramente dal 1192 al 1193, benché alcuni documenti della corona dalla dubbia autenticità affermano che ricoprì la carica già dal 1188; la menzione come palatino avviene anche in un falso privilegio promulgato nel 1194. Oltre a questa carica di alto rango, Mog svolse anche la funzione di ispán nel comitato di Bács tra 1192 e 1193. Risultò quindi il primo palatino in carica noto a ricevere anche un ispanato oltre alla dignità. Insieme al suo re e a Giobbe, arcivescovo di Strigonio, Mog aveva promesso di partecipare a una crociata in Terra Santa intorno al 1195, ma gli era stato permesso di rinviare l'adempimento del suo voto a causa della morte di Béla III l'anno successivo e della successiva guerra civile in Ungheria, al fine di rafforzare il governo di Emerico d'Ungheria.
La sua prima parentesi come palatino coincise con una fase di ampi sviluppi per quanto concerneva quella figura politica. Il termine latino «comes», usato per definire la funzione in quell'epoca, cominciò a venire soppiantato da «palatinus» nei decenni successivi. Secondo un documento realizzato dalla diocesi di Vesprimia nel 1192, il palatino Mog svolse la funzione di giudice in due procedimenti feudali che interessarono Hahold II degli Hahót, il quale accusò un certo Paride di aver espropriato una parte dei feudi di Hahold. Il secondo contenzioso riguardò Hahold e gli udvornici (gli uomini liberi del ceto medio del regno ungherese) del comitato di Zala. In entrambi i casi, Mog si pronunciò a favore di Hahold. Si tratta della prima volta in cui si ha conoscenza di processi sindacati da un palatino, in quanto in precedenza avveniva soltanto su esplicito ordine del monarca. È quindi altamente probabile che durante il primo mandato di Mog fosse stata istituita in via permanente una magistratura palatina indipendente. Il ruolo giudiziario di presenza speciale fu convertito nella posizione di giudice reale, di conseguenza le funzioni economiche del giudice reale furono assunte dal maestro del tesoro, la cui dignità venne ridisegnata durante quel periodo.
Mog fu nominato per la seconda volta al vertice dell'istituzione palatina nel 1198, rimpiazzando Esaù. Divenne di nuovo ispán del comitato di Bács (che presumibilmente fu il primo ispanato ex officio della dignità palatina). Tuttavia, l'anno successivo Mog fu privato del suo incarico poiché si venne a sapere che aveva cospirato contro il re. Il duca Andrea ordì un'ennesima cospirazione nell'ambito della guerra dei fratelli contro il fratello maggiore Emerico, re d'Ungheria, con l'aiuto di molti altri prelati e aristocratici, tra cui il palatino Mog. Secondo una lettera di Emerico destinata a papa Innocenzo III, il tradimento di Mog incoraggiò Andrea a ribellarsi al suo governo e a tentare di ottenere il trono. Tuttavia il tentativo di colpo di stato fu scoperto il 10 marzo 1199 e le truppe reali misero in rotta l'esercito di Andrea, mentre il duca fuggì in Austria. Ad Andrea fu permesso di tornare in Croazia e Dalmazia l'anno successivo. Diventato membro del seguito di Andrea, il comes Mog appare frequentemente negli elenchi dei nobili di maggiore spicco al fianco di Andrea nel periodo tra il 1200 e il 1202, insieme ad altri disertori, tra cui un certo Nicola (futuro palatino).
Mog perse tutta la sua influenza politica alla corte reale durante il resto del dominio di Emerico e, in questa situazione disperata, decise di adempiere definitivamente al suo voto, unendosi così alla quarta crociata. Compreso tra la «maggioranza trascurata» dei non veneziani (come li ha definiti lo storico Donald E. Queller), non partecipò al sacco di Costantinopoli e sbarcò ad Acri. Secondo una lettera del cardinale Soffredo destinata a papa Innocenzo, quando questi salpò per Antiochia nella primavera del 1203 per porre fine alla disputa di successione tra Boemondo IV di Antiochia e Leone II d'Armenia, fu scortato da Mog e Stefano Perche, tra gli altri. Nella lettera, viene chiamato «comes Moncia de Hungaria». È possibile che avesse viaggiato in Terra Santa accompagnato dai cavalieri francesi di Simone IV di Montfort, rimasto nella Repubblica di Venezia e poi direttosi verso Acri attraverso la Puglia.
Tornò in Ungheria quando Andrea II salì al trono nel 1205, in seguito alla morte improvvisa di suo nipote Ladislao III, figlio di Emerico. Servì come ispán del comitato di Bodrog nel 1205. Mog partecipò alla campagna di Andrea volta a riconquistare la Galizia e proteggere il regno del principe infante Danilo Romanović nel tardo autunno del 1205. Quando Andrea, divenuto anche «re di Galizia e Lodomeria», tornò in patria, lasciò una guarnigione ungherese a Sanok sotto la guida di Mog all'inizio del 1206. La Cronaca di Galizia e Volinia si riferisce a Mog («Mokij») come una persona alta e che vede da un occhio soltanto. La sua guarnigione fu rafforzata dagli ufficiali e dai boiardi Korochun, Volpt, il figlio di quest'ultimo, Vitomiro, e Blaginia. All'inizio del 1206, Rurik Rostislavič, signore di Kiev, lanciò un altro attacco. Le truppe di Mog non si impegnarono però in combattimento e tornarono in Ungheria. Nel 1206, Mog fu nominato palatino per la terza volta e ispán del comitato di Sopron. Oltre a questi incarichi, ricoprì anche il ruolo di ispán del comitato di Bihar dal 1206 al 1207. Finì presto estromesso dalla cerchia più intima del re e venne rimosso da qualsiasi incarico di grande prestigio. Stando a uno statuto dell'epoca, ricoprì il ruolo di ispán del comitato di Bars nel 1208. Tra il 1208 e il 1210, operò come ispán del comitato di Pozsony, morendo qualche tempo dopo.